# Mitridates (noble)
Mitridates (en llatí Mithridates, en grec antic Μιθριδάτης) fou un noble persa que va acompanyar a Cir el Jove en la seva expedició contra Artaxerxes II de Pèrsia. Xenofont el descriu com un dels amic principals del príncep Cir. Després de la mort del príncep es va declarar lleial a Artaxerxes, i va ser un dels que, després de la mort dels generals grecs, va comminar als grecs a la rendició, però no ho va aconseguir; l'endemà va atacar als grecs i els va causar algunes pèrdues però va ser rebutjat en un atac posterior i els va permetre de seguir sense molèsties.
Generalment se l'identifica amb el sàtrapa persa de Licaònia a Capadòcia, que apareix mencionat a la mateixa època, i fins i tot amb Mitridates I sàtrapa del Pont.